# Leptoteratura yaeyamana
Leptoteratura yaeyamana är en insektsart som beskrevs av Yamasaki 1987. Leptoteratura yaeyamana ingår i släktet Leptoteratura och familjen vårtbitare.

## Underarter
Arten delas in i följande underarter:
- L. y. donan
- L. y. yaeyamana